# Fissidens littlei
Fissidens littlei là một loài Rêu trong họ Fissidentaceae. Loài này được (R.S. Williams) Grout mô tả khoa học đầu tiên năm 1939.